# Ian Malcolm (homme politique)
Pour les articles homonymes, voir Ian Malcolm et Malcolm.
Ian Zachary Malcolm, (3 septembre 1868 - 28 décembre 1944) est un membre du parlement britannique et chef du clan MacCallum / Malcolm.

## Biographie

### Membre des Hughligans
Au début de sa carrière, Ian Malcolm appartient à un petit groupe de jeunes députés conservateurs, formé vers la mi-juin 1901 et dirigé par Hugh Cecil, qui se baptise lui-même les Hughligans, jeu de mots qui réunit le prénom de leur leader et le terme hooligan, « voyou ». En font également partie le jeune Winston Churchill, lord Percy, Arthur Stanley,, Ernest Beckett et Jack Seely.